# Burlington (Kansas)
Burlington város az USA Iowa államában. Lakosainak száma 2634 fő (2020. április 1.).

## Népesség
A település népességének változása:

| 2010 | 2 674 |
| 2020 | 2 634 |